# Nippon Series
Nippon Series (日本シリーズNippon Shiriizu, chính thức là Serie vô địch Nhật Bản,プロ野球日本選手権シリーズPuro Yakyū Nippon Senshuken Shiriizu ),    là serie chung kết thường niên của Nippon Professional Baseball, cấp độ bóng chày cao nhất tại Nhật Bản. Đây là loạt trận đấu các hai câu lạc bộ vô địch các chi giải Central League và Pacific League, và diễn ra từ cuối tháng 10 tới đầu tháng 11. Đội đầu tiên thắng bốn trận sẽ dành chiến thắng chung cuộc và đạt danh hiệu vô địch NPB (日本一 Nippon Ichi, số một Nhật Bản) hàng năm. Serie sử dụng thể thức 2–3–3-3, với bốn trận đấu sau trên lý thuyết những trận tái đấu để định đoạt các lượt trận kết thúc với tỉ số hòa.

## Danh sách kết quả qua các năm
| CL                    | Central League                                          |
| PL                    | Pacific League                                          |
| Cầu thủ xuất sắc nhất | Giải thưởng Cầu thủ xuất sắc nhất (MVP) Nippon Series   |
| Kết quả               | Xếp theo thứ tự: thắng thắng - bại thắng - hòa          |
| FSA                   | Giải thưởng tinh thần chiến đấu (MVP của đội thua cuộc) |

| Năm  | Thắng                             | Bại                               | Kết quả | MVP                              | FSA                 |
| ---- | --------------------------------- | --------------------------------- | ------- | -------------------------------- | ------------------- |
| 1950 | Mainichi Orions (PL)              | Shochiku Robins (CL)              | 4–2     | Bettō Kaoru                      | Không được trao     |
| 1951 | Yomiuri Giants (CL)               | Nankai Hawks (PL)                 | 4–1     | Minamimura Yukō                  | Không được trao     |
| 1952 | Yomiuri Giants (CL)               | Nankai Hawks (PL)                 | 4–2     | Bessho Takehiko                  | Không được trao     |
| 1953 | Yomiuri Giants (CL)               | Nankai Hawks (PL)                 | 4–2–1   | Kawakami Tetsuharu               | Minohara Hiroshi    |
| 1954 | Chunichi Dragons (CL)             | Nishitetsu Lions (PL)             | 4–3     | Sugishita Shigeru                | Oshita Hiroshi      |
| 1955 | Yomiuri Giants (CL)               | Nankai Hawks (PL)                 | 4–3     | Bessho Takehiko                  | Togawa Ichiro       |
| 1956 | Nishitetsu Lions (PL)             | Yomiuri Giants (CL)               | 4–2     | Toyoda Yasumitsu                 | Inao Kazuhisa*      |
| 1957 | Nishitetsu Lions (PL)             | Yomiuri Giants (CL)               | 4–0–1   | Oshita Hiroshi                   | Miyamoto Toshio     |
| 1958 | Nishitetsu Lions (PL)             | Yomiuri Giants (CL)               | 4–3     | Inao Kazuhisa                    | Fujita Motoshi      |
| 1959 | Nankai Hawks (PL)                 | Yomiuri Giants (CL)               | 4–0     | Sugiura Tadashi                  | Masataka Tsuchiya   |
| 1960 | Taiyō Whales (CL)                 | Daimai Orions (PL)                | 4–0     | Kondo Akihito                    | Tamiya Kenjiro      |
| 1961 | Yomiuri Giants (CL)               | Nankai Hawks (PL)                 | 4–2     | Andy Miyamoto                    | Joe Stanka          |
| 1962 | Toei Flyers (PL)                  | Hanshin Tigers (CL)               | 4–2–1   | Dobashi Masayuki Tanemo Masayuki | Yoshida Yoshio      |
| 1963 | Yomiuri Giants (CL)               | Nishitetsu Lions (PL)             | 4–3     | Nagashima Shigeo                 | Inao Kazuhisa       |
| 1964 | Nankai Hawks (PL)                 | Hanshin Tigers (CL)               | 4–3     | Joe Stanka                       | Yamauchi Kazuhiro   |
| 1965 | Yomiuri Giants (CL)               | Nankai Hawks (PL)                 | 4–1     | Nagashima Shigeo                 | Nobushige Morishita |
| 1966 | Yomiuri Giants (CL)               | Nankai Hawks (PL)                 | 4–2     | Shibata Isao                     | Taisuke Watanabe    |
| 1967 | Yomiuri Giants (CL)               | Hankyu Braves (PL)                | 4–2     | Mori Masaaki                     | Adachi Mitsuhiro    |
| 1968 | Yomiuri Giants (CL)               | Hankyu Braves (PL)                | 4–2     | Takada Shigeru                   | Nagaike Tokuji      |
| 1969 | Yomiuri Giants (CL)               | Hankyu Braves (PL)                | 4–2     | Nagashima Shigeo                 | Nagaike Tokuji      |
| 1970 | Yomiuri Giants (CL)               | Lotte Orions (PL)                 | 4–1     | Nagashima Shigeo                 | Reiji Iishi         |
| 1971 | Yomiuri Giants (CL)               | Hankyu Braves (PL)                | 4–1     | Suetsugu Toshimitsu              | Yamada Hisashi      |
| 1972 | Yomiuri Giants (CL)               | Hankyu Braves (PL)                | 4–1     | Horiuchi Tsuneo                  | Adachi Mitsuhiro    |
| 1973 | Yomiuri Giants (CL)               | Nankai Hawks (PL)                 | 4–1     | Horiuchi Tsuneo                  | Nomura Katsuya      |
| 1974 | Lotte Orions (PL)                 | Chunichi Dragons (CL)             | 4–2     | Hirota Sumio                     | Takagi Morimichi    |
| 1975 | Hankyu Braves (PL)                | Hiroshima Toyo Carp (CL)          | 4–0–2   | Takashi Yamaguchi                | Yamamoto Koji       |
| 1976 | Hankyu Braves (PL)                | Yomiuri Giants (CL)               | 4–3     | Yutaka Fukumoto                  | Shibata Isao        |
| 1977 | Hankyu Braves (PL)                | Yomiuri Giants (CL)               | 4–1     | Yamada Hisashi                   | Kazumasa Kono       |
| 1978 | Yakult Swallows (CL)              | Hankyu Braves (PL)                | 4–3     | Osugi Katsuo                     | Adachi Mitsuhiro    |
| 1979 | Hiroshima Toyo Carp (CL)          | Kintetsu Buffaloes (PL)           | 4–3     | Takahashi Yoshihiko              | Imoto Takashi       |
| 1980 | Hiroshima Toyo Carp (CL)          | Kintetsu Buffaloes (PL)           | 4–3     | Jim Lyttle                       | Toru Ogawa          |
| 1981 | Yomiuri Giants (CL)               | Nippon-Ham Fighters (PL)          | 4–2     | Nishimoto Takashi                | Hiroaki Inoue       |
| 1982 | Seibu Lions (PL)                  | Chunichi Dragons (CL)             | 4–2     | Higashio Osamu                   | Seiji Kamikawa      |
| 1983 | Seibu Lions (PL)                  | Yomiuri Giants (CL)               | 4–3     | Takuji Ota                       | Nishimoto Takashi   |
| 1984 | Hiroshima Toyo Carp (CL)          | Hankyu Braves (PL)                | 4–3     | Nagashima Kiyoyuki               | Yukihiko Yamaoki    |
| 1985 | Hanshin Tigers (CL)               | Seibu Lions (PL)                  | 4–2     | Randy Bass                       | Ishige Hiromichi    |
| 1986 | Seibu Lions (PL)                  | Hiroshima Toyo Carp (CL)          | 4–3–1   | Kudo Kimiyasu                    | Tatsukawa Mitsuo    |
| 1987 | Seibu Lions (PL)                  | Yomiuri Giants (CL)               | 4–2     | Kudo Kimiyasu                    | Shinozuka Kazunori  |
| 1988 | Seibu Lions (PL)                  | Chunichi Dragons (CL)             | 4–1     | Ishige Hiromichi                 | Uno Masaru          |
| 1989 | Yomiuri Giants (CL)               | Kintetsu Buffaloes (PL)           | 4–3     | Komada Norihiro                  | Arai Hiromasa       |
| 1990 | Seibu Lions (PL)                  | Yomiuri Giants (CL)               | 4–0     | Orestes Destrade                 | Okazaki Kaoru       |
| 1991 | Seibu Lions (PL)                  | Hiroshima Toyo Carp (CL)          | 4–3     | Akiyama Koji                     | Kawaguchi Kazuhisa  |
| 1992 | Seibu Lions (PL)                  | Yakult Swallows (CL)              | 4–3     | Takehiro Ishii                   | Yoichi Okabayashi   |
| 1993 | Yakult Swallows (CL)              | Seibu Lions (PL)                  | 4–3     | Kawasaki Kenjiro                 | Kiyohara Kazuhiro   |
| 1994 | Yomiuri Giants (CL)               | Seibu Lions (PL)                  | 4–2     | Makihara Hiromi                  | Kiyohara Kazuhiro   |
| 1995 | Yakult Swallows (CL)              | Orix BlueWave (PL)                | 4–1     | Tom O'Malley                     | Kobayashi Hiroshi   |
| 1996 | Orix BlueWave (PL)                | Yomiuri Giants (CL)               | 4–1     | Troy Neel                        | Nishi Toshihisa     |
| 1997 | Yakult Swallows (CL)              | Seibu Lions (PL)                  | 4–1     | Furuta Atsuya                    | Matsui Kazuo        |
| 1998 | Yokohama BayStars (CL)            | Seibu Lions (PL)                  | 4–2     | Suzuki Takanori                  | Otsuka Koji         |
| 1999 | Fukuoka Daiei Hawks (PL)          | Chunichi Dragons (CL)             | 4–1     | Akiyama Koji                     | Kawakami Kenshin    |
| 2000 | Yomiuri Giants (CL)               | Fukuoka Daiei Hawks (PL)          | 4–2     | Matsui Hideki                    | Jojima Kenji        |
| 2001 | Yakult Swallows (CL)              | Osaka Kintetsu Buffaloes (PL)     | 4–1     | Furuta Atsuya                    | Tuffy Rhodes        |
| 2002 | Yomiuri Giants (CL)               | Seibu Lions (PL)                  | 4–0     | Nioka Tomohiro                   | Alex Cabrera        |
| 2003 | Fukuoka Daiei Hawks (PL)          | Hanshin Tigers (CL)               | 4–3     | Sugiuchi Toshiya                 | Kanemoto Tomoaki    |
| 2004 | Seibu Lions (PL)                  | Chunichi Dragons (CL)             | 4–3     | Ishii Takashi                    | Inoue Kazuki        |
| 2005 | Chiba Lotte Marines (PL)          | Hanshin Tigers (CL)               | 4–0     | Imae Toshiaki                    | Yano Akihiro        |
| 2006 | Hokkaido Nippon-Ham Fighters (PL) | Chunichi Dragons (CL)             | 4–1     | Inaba Atsunori                   | Kawakami Kenshin    |
| 2007 | Chunichi Dragons (CL)             | Hokkaido Nippon-Ham Fighters (PL) | 4–1     | Nakamura Norihiro                | Darvish Yū          |
| 2008 | Saitama Seibu Lions (PL)          | Yomiuri Giants (CL)               | 4–3     | Kishi Takayuki                   | Alex Ramírez        |
| 2009 | Yomiuri Giants (CL)               | Hokkaido Nippon-Ham Fighters (PL) | 4–2     | Abe Shinnosuke                   | Takahashi Shinji    |
| 2010 | Chiba Lotte Marines (PL)          | Chunichi Dragons (CL)             | 4–2–1   | Imae Toshiaki                    | Wada Kazuhiro       |
| 2011 | Fukuoka SoftBank Hawks (PL)       | Chunichi Dragons (CL)             | 4–3     | Kokubo Hiroki                    | Wada Kazuhiro       |
| 2012 | Yomiuri Giants (CL)               | Hokkaido Nippon-Ham Fighters (PL) | 4–2     | Utsumi Tetsuya                   | Inaba Atsunori      |
| 2013 | Tohoku Rakuten Golden Eagles (PL) | Yomiuri Giants (CL)               | 4–3     | Mima Manabu                      | Chōno Hisayoshi     |
| 2014 | Fukuoka SoftBank Hawks (PL)       | Hanshin Tigers (CL)               | 4–1     | Uchikawa Seiichi                 | Randy Messenger     |
| 2015 | Fukuoka SoftBank Hawks (PL)       | Tokyo Yakult Swallows (CL)        | 4–1     | Lee Dae-Ho                       | Yamada Tetsuto      |
| 2016 | Hokkaido Nippon-Ham Fighters (PL) | Hiroshima Toyo Carp (CL)          | 4–2     | Brandon Laird                    | Brad Eldred         |
| 2017 | Fukuoka SoftBank Hawks (PL)       | Yokohama DeNA BayStars (CL)       | 4–2     | Dennis Sarfate                   | Miyazaki Toshiro    |
| 2018 | Fukuoka SoftBank Hawks (PL)       | Hiroshima Toyo Carp (CL)          | 4–1–1   | Kai Takuya                       | Suzuki Seiya        |
| 2019 | Fukuoka SoftBank Hawks (PL)       | Yomiuri Giants (CL)               | 4–0     | Yurisbel Gracial                 | Kamei Yoshiyuki     |
| 2020 | Fukuoka SoftBank Hawks (PL)       | Yomiuri Giants (CL)               | 4–0     | Kurihara Ryoya                   | Togo Shosei         |
| 2021 | Tokyo Yakult Swallows (CL)        | Orix Buffaloes (PL)               | 4–2     | Nakamura Yuhei                   | Yamamoto Yoshinobu  |
| 2022 | Orix Buffaloes (PL)               | Tokyo Yakult Swallows (CL)        | 4–2–1   | Sugimoto Yutaro                  | José Osuna          |
| 2023 | Hanshin Tigers (CL)               | Orix Buffaloes (PL)               | 4–3     | Chikamoto Koji                   | Kurebayashi Kotaro  |
| 2024 | Yokohama DeNA BayStars (CL)       | Fukuoka SoftBank Hawks (PL)       | 4-2     | Kuwahara Masayuki                | Imamiya Kenta       |